# Orto-metallazione
Una reazione di orto-metallazione (nota più comunemente con la dicitura inglese di directed ortho metalation, in breve DoM o DOM) è un adattamento della sostituzione elettrofila aromatica in cui l'elettrofilo si attacca esclusivamente in posizione orto riguardo ad un anello aromatico, solitamente benzenico, generando un composto di aril-metallo come intermedio. Affinché si possa parlare di orto-metallazione è necessario che l'attacco del metallo (generalmente il litio) sia coordinato da un gruppo contenente un eteroatomo in grado di donare elettroni (come O e N). Il sostituente coordinatore prende il nome di gruppo di metallazione diretta (direct metalation group, DMG) ed esempi sono ammidi, ammine (specie terziarie) e alcossidi come il gruppo metossi (OCH3).
Questo tipo di reazione fu riportato per la prima volta, indipendentemente, dai chimici Henry Gilman e Georg Wittig negli anni Quaranta e si può inquadrare nella famiglia delle ciclometallazioni.
Di seguito è riportato lo schema generale di funzionamento, impiegando composti di organo-litio.
Un sistema benzenico aromatico porta un DMG, il quale interagisce con un alchil-litio (per esempio il normal butil litio, n-BuLi) per formare l'intermedio 2. Dal momento che l'eteroatomo del DMG si comporta, donando elettroni, da base di Lewis, abbiamo che il metallo (in questo caso il Li) fa da acido di Lewis. L'alchillitio dunque deprotona l'anello nella posizione adiacente al DMG, detta orto, formando l'aril-litio (3). Si ha ancora il complesso acido-base. A questo punto un elettrofilo (essenzialmente uno qualunque) reagisce nella posizione orto tramite sostituzione elettrofila aromatica (SEAr), rimpiazzando l'atomo di litio.
I gruppi attivanti orientano i sostituenti nelle posizioni orto e para, tuttavia con questo metodo si ottiene solo l'attacco in orto per cui la reazione si definisce 100% regioselettiva.
Quando il metallo in gioco è il litio si parla di ortolitiazione.
La sintesi della fredericamicina, un antibiotico e antitumorale, è ottenibile attraverso una sintesi che coinvolge diverse litiazioni.

## Esempi
La DoM tradizionalmente si applica ad aniline terziarie e ammine benziliche.
Il metodo è stato inoltre applicato nella sintesi di ammine benziliche enantio-pure, come mostra lo schema successivo, il quale richiede una orto-litiazione del terz-butil-fenilsolfossido.
In un'altra applicazione la DOM viene in aiuto nel piazzare un ingombrante gruppo terz-butilico in posizione orto. La litiazione è una sostituzione nucleofila aromatica (SNAr) e la successiva reazione al solfossido è invece una SEAr. Nel passaggio conclusivo, il terz-butillitio agisce da nucleofilo in un'altra SNAr attraverso un intermedio anionico.
La DoM funziona anche in combinazione con una reazione di Suzuki in una sintesi one-pot:

### Derivati del tiofenolo
La DoM è stata applicata ai tiofenoli per preparare composti che sono utili in veste di ligandi ingombrati.

## Reazione correlata
La metallazione diretta non si limita agli intermedi di litio o ad una preferenza per la posizione orto. In questo studio si dimostra che il prodotto di reazione della N,N-dimetilanilina con un complesso di TMEDA, sale di sodio della TMP e di-terz-butilzinco è, in realtà, un complesso zincato in posizione meta ed è un composto cristallino stabile, che può reagire con l'elettrofilo ioduro per dare la N,N-dimetil-3-iodoanilina.